# Championnat de Suisse de hockey sur glace 1954-1955
Saison précédente Saison suivante
La saison 1954-1955 est la 46e saison du championnat de Suisse de hockey sur glace.

## Ligue nationale A

### Classement
| Clt   | Équipe                  | PJ | V  | D  | N | BP  | BC  | Diff | Pts |
| ----- | ----------------------- | -- | -- | -- | - | --- | --- | ---- | --- |
| +001, | HC Arosa (T)            | 14 | 11 | 3  | 0 | 110 | 72  | +38  | 22  |
| +002, | Grasshopper Club Zurich | 14 | 9  | 2  | 3 | 79  | 42  | +37  | 21  |
| +003, | Young Sprinters HC      | 14 | 10 | 3  | 1 | 83  | 54  | +29  | 21  |
| +004, | HC Davos                | 14 | 8  | 6  | 0 | 74  | 54  | +20  | 16  |
| +005, | Zürcher SC              | 14 | 6  | 6  | 2 | 89  | 54  | +5   | 14  |
| +006, | HC Ambrì-Piotta         | 14 | 5  | 8  | 1 | 65  | 77  | -12  | 11  |
| +007, | CP Berne                | 14 | 3  | 10 | 1 | 87  | 96  | -9   | 7   |
| +008, | HC Saint-Moritz         | 14 | 0  | 14 | 0 | 40  | 148 | -108 | 0   |

- En gras : champion de Suisse
- En italique : en barrage de promotion/relégation LNA/LNB

Arosa remporte le 5e titre de son histoire, le 5e consécutivement.

### Barrage de promotion/relégation LNA/LNB
Il se dispute le 20 février 1955 à la patinoire du Dolder, à Zurich :
- HC Saint-Moritz - HC La Chaux-de-Fonds 1-10

Après une seule saison en LNA, Saint-Moritz est relégué, sans avoir remporté le moindre match durant cet exercice. C'est La Chaux-de-Fonds qui prend sa place dans l'élite.